# تشيت براندنبورغ
تشيت براندنبورغ (بالإنجليزية: Chet Brandenburg)‏ مواليد 15 أكتوبر 1897 في كنتاكي - الوفاة 17 يوليو 1974 في كاليفورنيا، هو ممثل أمريكي بدأ مسيرته الفنية سنة 1924. ظهر في قرابة 400 فلما. امتدت مسيرته الفنية لأكثر من 33 عاما.

## الأعمال
- الرجل الذي أطلق النار على ليبرتي فالنس
- حكم في نورمبرغ
- إلى الشمال نحو ألاسكا
- عشرون ألف فرسخ تحت الماء
- حرب العوالم
- هانس كريستيان أندرسن
- شارة الشجاعة الحمراء
- فتيات هارفي
- شبح فرانكشتاين
- دودج سيتي

## روابط خارجية
- تشيت براندنبورغ على موقع IMDb (الإنجليزية)
- تشيت براندنبورغ على موقع أول موفي (الإنجليزية)
- تشيت براندنبورغ على موقع قاعدة بيانات الفيلم (الإنجليزية)